# Огородников, Фёдор Евлампиевич
Фёдор Евла́мпиевич Огоро́дников (4 [16] июня 1867, Санкт-Петербург — 3 марта 1939, Москва) — русский и советский военный деятель и историк. Генерал-лейтенант (1916). Комдив (1935).

## Биография
Сын этнографа и статистика Е. К. Огородникова. Окончил Александровский кадетский корпус и Николаевское инженерное училище (1887). Из училища выпущен подпоручиком в Гренадерский сапёрный батальон. Позже переведён в лейб-гвардии Сапёрный батальон тем же чином и старшинством. Поручик (старшинство с 7 августа 1891 года).
В 1893 году окончил Академию Генерального штаба по первому разряду. Старший адъютант штаба 1-й гренадерской дивизии (26 ноября 1893 — 1 февраля 1898). Цензовое командование ротой отбывал во 2-м гренадёрском Ростовском полку (2 октября 1895 — 9 октября 1896). Столоначальник Главного управления казачьих войск (1 февраля 1898 — 7 июля 1899). Подполковник (старшинство 6 декабря 1898). Младший делопроизводитель канцелярии военно-учёного комитета Главного штаба (7 июля 1899 — 17 апреля 1901), старший делопроизводитель (17 апреля 1901 — 1 мая 1903).
С 1902 года — профессор статистики и географии Академии Генштаба.
В 1904—1907 годах — военный атташе при русском консульстве в Тяньцзине. Затем командовал 15-м Шлиссельбургским пехотным полком. Генерал-майор (1911).

### Первая мировая война
В начале Первой мировой войны — начальник штаба XXII армейского корпуса. С 14 ноября 1914 года состоял генералом для поручений при командующем 10-й армией. С 25 августа 1915 года командовал 26-й пехотной дивизией. С 11 августа 1916 года — начальник 125-й пехотной дивизии. Генерал-лейтенант (1916).
После Февральской революции со 2 апреля 1917 года — командир XVII армейского корпуса. В составе 11-й армии генерала Эрдели участвовал в Июньском наступлении. Действовал неудачно и 28 июля 1917 года был переведён в резерв чинов при штабе Киевского военного округа.
После выступления генерала Корнилова и смещения целого ряда высших военачальников Огородников 29 августа 1917 года был назначен главнокомандующим армиями Юго-Западного фронта. Руководил очищением армии от прокорниловски настроенных офицеров, освободил из-под стражи солдат, арестованных ранее за революционную пропаганду. За несколько дней, что Огородников стоял во главе фронта, войска почти полностью вышли из повиновения. 9 сентября 1917 года заменен генералом Н. Г. Володченко.

### В Красной Армии
В Красной Армии — с февраля 1918 года, был военруком Беломорского окружного военного комиссариата в 1919 году, помощником начальника снабжения Западного фронта.
С 1920 года — на преподавательской работе на курсах комсостава Военной академии РККА, затем служил в Штабе РККА.
В 1931 году арестовывался по т. н. «Кадетскому делу» (по этому делу был репрессирован его сын Г. Ф. Огородников). С 1932 года — начальник кафедры в Военно-транспортной академии и профессор Военной академии РККА им. М. В. Фрунзе. Автор работ по истории и тактике.
Умер в Москве. Похоронен на Новодевичьем кладбище.

## Сочинения
- Германский устав полевой службы, издание 1900 года, по сравнению с таковым же уставом издания 1894 года. — СПб.: тип. Главного управления уделов, 1900.
- Германские железные дороги в военном отношении. — СПб.: типография Главного управления уделов, 1901.
- Военные средства Англии в революционные и наполеоновские войны. — СПб.: тип. В. Ф. Киршбаума, 1902.
- Тактические взгляды немцев по сочинению Балка. — СПб.: типография Главного управления уделов, 1903.
- Памятка рядового в рассыпном строю. — Варшава: типография Окружного штаба, 1910.
- Практические указания для подготовки одиночного стрелка звена и отделения по Положению о подготовке пехоты 1911 г. — СПб.: В. Березовский, 1912.
- Очерки сравнительной тактики. — Вып. 1—3. — М.—Л., 1928—1929.
- Удар по Колчаку весной 1919. — М., 1938.

## Награды
- Орден Святого Станислава 3-й степени (1895)
- Орден Святого Анны 3-й степени (1901)
- Орден Святого Станислава 2-й степени (1905);
- Орден Святой Анны 2-й степени (1910; 18.03.1911);
- Орден Святого Владимира 3-й степени (06.12.1913);
- Мечи к ордену Святой Анны 1-й степени (ВП 18.03.1916).